# William Scott, 1:e baron Stowell
William Scott, 1:e baron Stowell, född den 17 oktober 1745 i Heworth invid Newcastle upon Tyne, död den 28 januari 1836 på Earley Court i Berkshire, var en engelsk domare, son till en kolhandlande i Newcastle upon Tyne, bror till John Scott, 1:e earl av Eldon.

## Biografi
Scott graduerades 1779 till doktor i civilrätt i Oxford och blev 1780 advokat. Han var 1788-1821 domare vid Consistory Court och 1798-1828 vid High Court of Admiralty. På sistnämnda post blev hans verksamhet av grundläggande betydelse för engelsk sjörätt och sjökrigsrätt. Först genom hans domar, vilka till stor del ännu i dag gäller som vägledande prejudikat, fick den engelska sjökrigsrätten konsekvens och enhetlighet, och de utövade starkt inflytande på hela den internationella rätten inom detta område. De viktigaste av dem samlades av E.S. Roscoe i "Reports of Prize Cases from 1745 to 1859" (2 band, 1905). Scott var 1801-21 underhusledamot för Oxfordsuniversitetet och visade sig som sådan till ytterlighet reformfientlig. Han erhöll 1788 knightvärdighet och upphöjdes 1821 till peer med titeln baron Stowell.